# الکساندر آزاتسکی
الکساندر آزاتسکی (اوکراینی: Олександр Олександрович Азацький؛ زادهٔ ۱۳ ژانویهٔ ۱۹۹۴) بازیکن فوتبال اهل اوکراین است.
از باشگاه‌هایی که در آن بازی کرده‌است می‌توان به باشگاه فوتبال چورنومورتس اودسا، باشگاه فوتبال دینامو کی‌یف، و باشگاه فوتبال متالیست خارکوف اشاره کرد.
وی همچنین در تیم‌های ملی فوتبال Ukraine national under-19 football team، زیر ۲۰ سال اوکراین، و زیر ۲۱ سال اوکراین بازی کرده‌است.